# Nathaniel Pigott
Nathaniel Pigott, född 1725 i Whitton, Middlesex, död 1804, var en engelsk astronom. Han var far till Edward Pigott.
Pigott är känd som iakttagare av flera eklipser, en Venuspassage och en Merkuriuspassage. Han blev Fellow of the Royal Society 1772 och korresponderande ledamot av franska vetenskapsakademien 1776. År 1783 upptäckte Pigott en periodisk komet med omkring sex års omloppstid, vilken dock inte återfunnits senare. Han uppehöll sig under många år i Belgien, där han var sysselsatt med geodetiska arbeten. Asteroiden 10220 Pigott är uppkallad efter honom och hans son.